# Municipio de Swiftwater
Swiftwater Township es una subdivisión territorial del condado de Lake of the Woods, Minnesota, Estados Unidos. Según el censo de 2020, tiene una población de 66 habitantes.
La subdivisión tiene un código censal Z1, que indica que no está en funcionamiento (non-functioning county subdivision).

## Geografía
Está ubicado en las coordenadas 48°30′51″N 94°37′0″O / 48.51417, -94.61667 (48.508615, -94.61675). Según la Oficina del Censo, tiene una superficie total de 93.30 km², de la cual 92.70 km² corresponden a tierra firme y 0.60 km² están cubiertas de agua.

## Demografía
Según el censo de 2020, hay 66 personas residiendo en la zona. La densidad de población es de 0.71 hab./km². La totalidad de los habitantes son blancos. Del total de la población, el 1.52 % es hispano o latino.